# Inline-Alpin-Weltcup 2014
Der Inline-Alpin-Weltcup 2014 wurde vom 17. Mai bis 14. September 2014 ausgetragen. Vom 11. bis 14. September 2014 fanden in Oberhundem die Inline-Alpin-Weltmeisterschaften 2014 statt. Zum zweiten Mal gehörten die Ergebnissen von der WM (Slalom und Riesenslalom) zur Weltcupwertung.

## Änderung 2014
Der Rennkalender umfasste sechs Weltcuporten in Europa. Neu in den Rennkalender hinzugekommen ist Steinenbronn und Degmarn (Deutschland), Turnov (Tschechen). Dafür wurde Tuttlingen (Deutschland), Uttendorf (Österreich) aus dem Kalender gestrichen. Zum ersten Mal seit 2010 fand der Saisonauftakt nicht in Genua, sondern in Steinenbronn statt.

## Austragungsorte
Steinenbronn:
- 17. Mai 2014

 Genua:
- 1. Juni 2014

 Turnov:
- 8. Juni 2014

 Jirkov:
- 22. Juni 2014

 Degmarn:
- 6. Juli 2014

 Oberhundem:
- 11. und 14. September 2014

## Teilnehmer
| Europa (8 Länder)                               | Europa (8 Länder)                              | Europa (8 Länder) |
| ----------------------------------------------- | ---------------------------------------------- | ----------------- |
| - Deutschland - Frankreich - Italien - Lettland | - Österreich - Slowakei - Spanien - Tschechien |                   |
| Amerika (1 Land)                                |                                                |                   |
| - Argentinien                                   |                                                |                   |
| Asien (1 Land)                                  |                                                |                   |
| - Japan                                         |                                                |                   |

## Weltcup-Übersicht

### Frauen
| 1. Weltcup in Steinenbronn, 17. Mai 2014 | 1. Weltcup in Steinenbronn, 17. Mai 2014 | 1. Weltcup in Steinenbronn, 17. Mai 2014 | 1. Weltcup in Steinenbronn, 17. Mai 2014 | 1. Weltcup in Steinenbronn, 17. Mai 2014 |
| ---------------------------------------- | ---------------------------------------- | ---------------------------------------- | ---------------------------------------- | ---------------------------------------- |
| Datum                                    | Disziplin                                | Erster Platz                             | Zweiter Platz                            | Dritter Platz                            |
| 17. Mai 2014 (Sa.)                       | Slalom                                   | Mona Sing (GER)                          | Marina Seitz (GER)                       | Alessandra Veit (GER)                    |

| 2. Weltcup in Genua, 1. Juni 2014 | 2. Weltcup in Genua, 1. Juni 2014 | 2. Weltcup in Genua, 1. Juni 2014 | 2. Weltcup in Genua, 1. Juni 2014 | 2. Weltcup in Genua, 1. Juni 2014 |
| --------------------------------- | --------------------------------- | --------------------------------- | --------------------------------- | --------------------------------- |
| Datum                             | Disziplin                         | Erster Platz                      | Zweiter Platz                     | Dritter Platz                     |
| 1. Juni 2014 (So.)                | Slalom                            | Wettkampf abgesagt                | Wettkampf abgesagt                | Wettkampf abgesagt                |

| 3. Weltcup in Turnov, 8. Juni 2014 | 3. Weltcup in Turnov, 8. Juni 2014 | 3. Weltcup in Turnov, 8. Juni 2014 | 3. Weltcup in Turnov, 8. Juni 2014 | 3. Weltcup in Turnov, 8. Juni 2014 |
| ---------------------------------- | ---------------------------------- | ---------------------------------- | ---------------------------------- | ---------------------------------- |
| Datum                              | Disziplin                          | Erster Platz                       | Zweiter Platz                      | Dritter Platz                      |
| 8. Juni 2014 (So.)                 | Slalom                             | Alexa Brust (GER)                  | Ulrike Bertsch (GER)               | Jana Börsig (GER)                  |

| 4. Weltcup in Jirkov, 22. Juni 2014 | 4. Weltcup in Jirkov, 22. Juni 2014 | 4. Weltcup in Jirkov, 22. Juni 2014 | 4. Weltcup in Jirkov, 22. Juni 2014 | 4. Weltcup in Jirkov, 22. Juni 2014 |
| ----------------------------------- | ----------------------------------- | ----------------------------------- | ----------------------------------- | ----------------------------------- |
| Datum                               | Disziplin                           | Erster Platz                        | Zweiter Platz                       | Dritter Platz                       |
| 22. Juni 2014 (Sa.)                 | Slalom                              | Jana Börsig (GER)                   | Claudia Wittmann (GER)              | Susanne Weber (GER)                 |

| 2. Michael Sandel Weltcup in Degmarn, 6. Juli 2014 | 2. Michael Sandel Weltcup in Degmarn, 6. Juli 2014 | 2. Michael Sandel Weltcup in Degmarn, 6. Juli 2014 | 2. Michael Sandel Weltcup in Degmarn, 6. Juli 2014 | 2. Michael Sandel Weltcup in Degmarn, 6. Juli 2014 |
| -------------------------------------------------- | -------------------------------------------------- | -------------------------------------------------- | -------------------------------------------------- | -------------------------------------------------- |
| Datum                                              | Disziplin                                          | Erster Platz                                       | Zweiter Platz                                      | Dritter Platz                                      |
| 6. Juli 2014 (So.)                                 | Slalom                                             | Ann Krystina Wanzke (GER)                          | Susanne Weber (GER)                                | Jana Börsig (GER)                                  |

| Inline-Alpin-Weltmeisterschaften in Oberhundem, 11. und 14. September 2014 | Inline-Alpin-Weltmeisterschaften in Oberhundem, 11. und 14. September 2014 | Inline-Alpin-Weltmeisterschaften in Oberhundem, 11. und 14. September 2014 | Inline-Alpin-Weltmeisterschaften in Oberhundem, 11. und 14. September 2014 | Inline-Alpin-Weltmeisterschaften in Oberhundem, 11. und 14. September 2014 |
| -------------------------------------------------------------------------- | -------------------------------------------------------------------------- | -------------------------------------------------------------------------- | -------------------------------------------------------------------------- | -------------------------------------------------------------------------- |
| Datum                                                                      | Disziplin                                                                  | Erster Platz                                                               | Zweiter Platz                                                              | Dritter Platz                                                              |
| 11. September 2014 (Do.)                                                   | Riesenslalom                                                               | Ann Krystina Wanzke (GER)                                                  | Marina Seitz (GER)                                                         | Susanne Weber (GER)                                                        |
| 14. September 2014 (So.)                                                   | Slalom                                                                     | Ann Krystina Wanzke (GER)                                                  | Mona Sing (GER)                                                            | Jana Börsig (GER)                                                          |

### Wertungen
| Rang | Name                       | Punkte |
| ---- | -------------------------- | ------ |
| 01.  | Marina Seitz (GER)         | 355    |
| 02.  | Jana Börsig (GER)          | 304    |
| 03.  | Ann Krystina Wanzke (GER)  | 300    |
| 04.  | Susanne Weber (GER)        | 285    |
| 05.  | Mona Sing (GER)            | 270    |
| 06.  | Alessandra Veit (GER)      | 245    |
| 07.  | Alexa Brust (GER)          | 240    |
| 08.  | Claudia Wittmann (GER)     | 229    |
| 09.  | Ulrike Bertsch (GER)       | 228    |
| 10.  | Gabriela Kudelaskova (CZE) | 170    |
| 11.  | Lisa Schmid (GER)          | 139    |
| 12.  | Lisa Stäudinger (GER)      | 129    |
| 13.  | Mira Börsig (GER)          | 127    |
| 14.  | Lisa Fritz (GER)           | 119    |
| 15.  | Magdalena Gruber (GER)     | 104    |
| 16.  | Elea Börsig (GER)          | 080    |
| 17.  | Lara Kögel (GER)           | 078    |
| 18.  | Barbora Procházková (CZE)  | 077    |

| Rang | Name                       | Punkte |
| ---- | -------------------------- | ------ |
| 19.  | Nina Heinrich (GER)        | 073    |
| 20.  | Marie-Theres Lehmann (GER) | 068    |
| 21.  | Katharina Hoffmann (GER)   | 061    |
| 22.  | Sina Martin (GER)          | 054    |
|      | Theresa Meyer (GER)        | 054    |
| 24.  | Lisa Wölffing (GER)        | 051    |
| 25.  | Manuela Schmohl (GER)      | 050    |
| 26.  | Maren Motz (GER)           | 049    |
| 27.  | Kira Bosch (GER)           | 037    |
| 28.  | Corinna Schmidt (GER)      | 035    |
| 29.  | Luisa Merk (GER)           | 029    |
| 30.  | Celine Greis (GER)         | 025    |
| 31.  | Martina Sulcova (CZE)      | 024    |
| 32.  | Lenka Kesela (SVK)         | 023    |
| 33.  | Luzia Gruber (GER)         | 021    |
|      | Ieva Meldere (LAT)         | 021    |
| 35.  | Pavlína Procházková (CZE)  | 020    |
|      | Luisa Zeh (GER)            | 020    |

| Rang | Name                          | Punkte |
| ---- | ----------------------------- | ------ |
| 37.  | Lisa Emma Odey (GER)          | 018    |
| 38.  | Jennifer Martetschläger (GER) | 017    |
| 39.  | Mona Behrla (GER)             | 013    |
| 40.  | Nina Kappen (GER)             | 012    |
| 41.  | Julia Schleger (GER)          | 011    |
| 42.  | Hannah Merk (GER)             | 010    |
| 43.  | Sinah Rogel (GER)             | 09     |
| 44.  | Franziska Ries (GER)          | 07     |
| 45.  | Barbora Liptakova (SVK)       | 04     |
|      | Celina Schmidt (GER)          | 04     |
|      | Simone Vogt (GER)             | 04     |
| 48.  | Marion Hoppe (GER)            | 03     |
|      | Ann-Kathrin Wolber (GER)      | 03     |
| 50.  | Marta Gara (LAT)              | 02     |
|      | Aurora Hofer (GER)            | 02     |
|      | Annalena Rettenberger (GER)   | 02     |

## Weltcup-Übersicht

### Männer
| 1. Weltcup in Steinenbronn, 17. Mai 2014 | 1. Weltcup in Steinenbronn, 17. Mai 2014 | 1. Weltcup in Steinenbronn, 17. Mai 2014 | 1. Weltcup in Steinenbronn, 17. Mai 2014 | 1. Weltcup in Steinenbronn, 17. Mai 2014 |
| ---------------------------------------- | ---------------------------------------- | ---------------------------------------- | ---------------------------------------- | ---------------------------------------- |
| Datum                                    | Disziplin                                | Erster Platz                             | Zweiter Platz                            | Dritter Platz                            |
| 17. Mai 2014 (Sa.)                       | Slalom                                   | Marco Walz (GER)                         | Franz-Josef Meyer (GER)                  | Adrian Griesser (GER)                    |

| 2. Weltcup in Genua, 1. Juni 2014 | 2. Weltcup in Genua, 1. Juni 2014 | 2. Weltcup in Genua, 1. Juni 2014 | 2. Weltcup in Genua, 1. Juni 2014 | 2. Weltcup in Genua, 1. Juni 2014 |
| --------------------------------- | --------------------------------- | --------------------------------- | --------------------------------- | --------------------------------- |
| Datum                             | Disziplin                         | Erster Platz                      | Zweiter Platz                     | Dritter Platz                     |
| 1. Juni 2014 (So.)                | Slalom                            | Wettkampf abgesagt                | Wettkampf abgesagt                | Wettkampf abgesagt                |

| 3. Weltcup in Turnov, 8. Juni 2014 | 3. Weltcup in Turnov, 8. Juni 2014 | 3. Weltcup in Turnov, 8. Juni 2014 | 3. Weltcup in Turnov, 8. Juni 2014 | 3. Weltcup in Turnov, 8. Juni 2014 |
| ---------------------------------- | ---------------------------------- | ---------------------------------- | ---------------------------------- | ---------------------------------- |
| Datum                              | Disziplin                          | Erster Platz                       | Zweiter Platz                      | Dritter Platz                      |
| 8. Juni 2014 (So.)                 | Slalom                             | Ricco Walz (GER)                   | Benedikt Heudorfer-Merz (GER)      | Sven Ortel (GER)                   |

| 4. Weltcup in Jirkov, 22. Juni 2014 | 4. Weltcup in Jirkov, 22. Juni 2014 | 4. Weltcup in Jirkov, 22. Juni 2014 | 4. Weltcup in Jirkov, 22. Juni 2014 | 4. Weltcup in Jirkov, 22. Juni 2014 |
| ----------------------------------- | ----------------------------------- | ----------------------------------- | ----------------------------------- | ----------------------------------- |
| Datum                               | Disziplin                           | Erster Platz                        | Zweiter Platz                       | Dritter Platz                       |
| 22. Juni 2014 (Sa.)                 | Slalom                              | Marco Walz (GER)                    | Sven Ortel (GER)                    | Ricco Walz (GER)                    |

| 2. Michael Sandel Weltcup in Degmarn, 6. Juli 2014 | 2. Michael Sandel Weltcup in Degmarn, 6. Juli 2014 | 2. Michael Sandel Weltcup in Degmarn, 6. Juli 2014 | 2. Michael Sandel Weltcup in Degmarn, 6. Juli 2014 | 2. Michael Sandel Weltcup in Degmarn, 6. Juli 2014 |
| -------------------------------------------------- | -------------------------------------------------- | -------------------------------------------------- | -------------------------------------------------- | -------------------------------------------------- |
| Datum                                              | Disziplin                                          | Erster Platz                                       | Zweiter Platz                                      | Dritter Platz                                      |
| 6. Juli 2014 (So.)                                 | Slalom                                             | Sven Ortel (GER)                                   | Kristaps Zvejnieks (LAT)                           | Marco Walz (GER)                                   |

| Inline-Alpin-Weltmeisterschaften in Oberhundem, 11. und 14. September 2014 | Inline-Alpin-Weltmeisterschaften in Oberhundem, 11. und 14. September 2014 | Inline-Alpin-Weltmeisterschaften in Oberhundem, 11. und 14. September 2014 | Inline-Alpin-Weltmeisterschaften in Oberhundem, 11. und 14. September 2014 | Inline-Alpin-Weltmeisterschaften in Oberhundem, 11. und 14. September 2014 |
| -------------------------------------------------------------------------- | -------------------------------------------------------------------------- | -------------------------------------------------------------------------- | -------------------------------------------------------------------------- | -------------------------------------------------------------------------- |
| Datum                                                                      | Disziplin                                                                  | Erster Platz                                                               | Zweiter Platz                                                              | Dritter Platz                                                              |
| 11. September 2014 (Do.)                                                   | Riesenslalom                                                               | Manuel-Alessandro Zörlein (GER)                                            | Lukas Bleicher (GER)                                                       | Maximilian Merz (GER)                                                      |
| 14. September 2014 (So.)                                                   | Slalom                                                                     | Manuel-Alessandro Zörlein (GER)                                            | Kristaps Zvejnieks (LAT)                                                   | Sven Ortel (GER)                                                           |

### Wertungen
| Rang | Name                            | Punkte |
| ---- | ------------------------------- | ------ |
| 01.  | Manuel-Alessandro Zörlein (GER) | 374    |
| 02.  | Sven Ortel (GER)                | 336    |
| 03.  | Marco Walz (GER)                | 300    |
| 04.  | Ricco Walz (GER)                | 273    |
| 05.  | Franz-Josef Meyer (GER)         | 215    |
| 06.  | Sebastian Schwab (GER)          | 183    |
| 07.  | Kristaps Zvejnieks (LAT)        | 182    |
| 08.  | Jörg Bertsch (GER)              | 172    |
| 09.  | Benedikt Heudorfer-Merz (GER)   | 166    |
| 10.  | Lukas Bleicher (GER)            | 160    |
| 11.  | Simon Haseneder (GER)           | 142    |
| 12.  | Cristian Losio (ITA)            | 122    |
| 13.  | Adrian Griesser (GER)           | 112    |
| 14.  | Jonas Börsig (GER)              | 102    |
| 15.  | Dominicus Wiedenmayer (GER)     | 097    |
|      | Carsten Wiesler (GER)           | 097    |
| 17.  | Maximilian Merz (GER)           | 096    |
| 18.  | Petr Brandtner (CZE)            | 091    |
| 19.  | Noah Sing (GER)                 | 090    |
| 20.  | Massimiliano Losio (ITA)        | 076    |
| 21.  | Moritz Doms (GER)               | 073    |
| 22.  | Miks Zvejnieks (LAT)            | 059    |
| 23.  | Jan Moller (CZE)                | 058    |
| 24.  | Maximilian Vogt (GER)           | 054    |
| 25.  | Maximilian Ziegler (GER)        | 042    |

| Rang | Name                     | Punkte |
| ---- | ------------------------ | ------ |
| 26.  | Lars Henkel (GER)        | 037    |
| 27.  | Kristaps Zeila (LAT)     | 035    |
| 28.  | Simon Jantsch (GER)      | 031    |
| 29.  | Stefano Belingheri (ITA) | 029    |
| 30.  | Amir Abo Shawish (GER)   | 027    |
|      | Michael Hofbauer (GER)   | 027    |
|      | Matthis Schift (GER)     | 027    |
| 33.  | Riccardo Giacomel (ITA)  | 024    |
|      | Jürgen Schiffer (GER)    | 024    |
| 35.  | Moritz Nörl (GER)        | 022    |
| 36.  | Manuel Wlcek (GER)       | 020    |
| 37.  | Sebastian Gruber (GER)   | 018    |
| 38.  | Dennis Cagnoni (ITA)     | 017    |
| 39.  | Alexandr Adam (CZE)      | 016    |
|      | Vojta Prsala (CZE)       | 016    |
| 41.  | Dusan Ambros (SVK)       | 015    |
|      | Simon Schachtner (GER)   | 015    |
| 43.  | Roberto Piantoni (ITA)   | 014    |
|      | Benjamin Secker (GER)    | 014    |
| 45.  | Michael Merz (GER)       | 013    |
|      | Dragan Zahar (GER)       | 013    |
| 47.  | Robert Rössler (CZE)     | 012    |
| 48.  | Alberto Gallina (ITA)    | 011    |
|      | Tomas Mracna (CZE)       | 011    |
|      | Johann Rumpf (GER)       | 011    |

| Rang | Name                     | Punkte |
| ---- | ------------------------ | ------ |
|      | Maximilian Schmidt (GER) | 011    |
|      | Luca Seeberger (GER)     | 011    |
|      | Furuta Soichiro (JPN)    | 011    |
|      | Jan Vogt (GER)           | 011    |
| 55.  | Andrea Gallina (ITA)     | 010    |
| 56.  | Martin Hrabak (CZE)      | 08     |
|      | Atsushi Ozaki (JPN)      | 08     |
|      | Dominik Solfronk (GER)   | 08     |
| 59.  | Tom Hussal (GER)         | 07     |
|      | Roman Rehor (CZE)        | 07     |
|      | Sigi Zistler (GER)       | 07     |
| 62.  | Marian Miklusek (SVK)    | 06     |
| 63.  | Maxi Löw (GER)           | 05     |
|      | Moritz Waibel (GER)      | 05     |
| 65.  | Noah Pöllmann (GER)      | 04     |
|      | Sven Wiesler (GER)       | 04     |
| 67.  | Stephan Kohler (SUI)     | 03     |
|      | Jindrich Novak (CZE)     | 03     |
|      | Jonathan Schneider (GER) | 03     |
|      | Johannes Schubert (GER)  | 03     |
| 71.  | Johannes Bosch (GER)     | 02     |
|      | Jindrich Krydl (CZE)     | 02     |
|      | Lukas Policar (CZE)      | 02     |